# 太山庙镇
太山庙镇，是中华人民共和国陕西省安康市宁陕县下辖的一个乡镇级行政单位。

## 行政区划
太山庙镇下辖以下地区：
太山村、长坪村、油房村、胭脂坝村、双建村和龙凤村。